# Jurassic Park (könyv)
A Jurassic Park (korábbi magyar címén Őslénypark) Michael Crichton amerikai író 1990-ben megjelent tudományos-fantasztikus regénye. Cselekménye a génmanipulációban rejlő veszélyekre hívja fel a figyelmet, miszerint egy idős milliomos, John Hammond klónozás segítségével feltámasztja a sok millió éve kihalt dinoszauruszokat. Jurassic Park (magyarul Jura-park) néven szórakoztatóparkot épít a Costa Rica közelében található tengeri szigeten, Isla Nublaron, ahová a kormány kétségeit eloszlatandó, meginvitál egy többek közt ügyvédekből és paleontológusokból álló csapatot (Alan Grant és Ellie Sattler őslénykutatók, Ian Malcolm matematikus, Donald Gennaro ügyvéd, valamint Hammond unokái, Tim és Alexis "Lex" Murphy) . Az őslények azonban kiszabadulnak, veszélyes helyzetbe sodorva a park látogatóit.
A regény ötlete 1983-ban született meg egy filmforgatókönyv formájában, amely szerint egy végzős egyetemi hallgató életre kelt egy dinoszauruszt. Mivel azonban a génmanipuláció kifejezetten drága folyamat, és "nincs égető szükség egy dinoszaurusz megteremtésére", Crichton a kihalt állatokat felvonultató állatkert koncepciója mellett döntött. Eredetileg a történet egy gyerek szemszögéből lett volna elmesélve, a visszajelzések alapján azonban az író úgy döntött, inkább egy felnőtt szereplőn keresztül mutatja be azt.
1993-ban Steven Spielberg Jurassic Park címen nagy sikerű filmet forgatott a regényből.

## Állatok a Jurassic Parkban

### A könyv

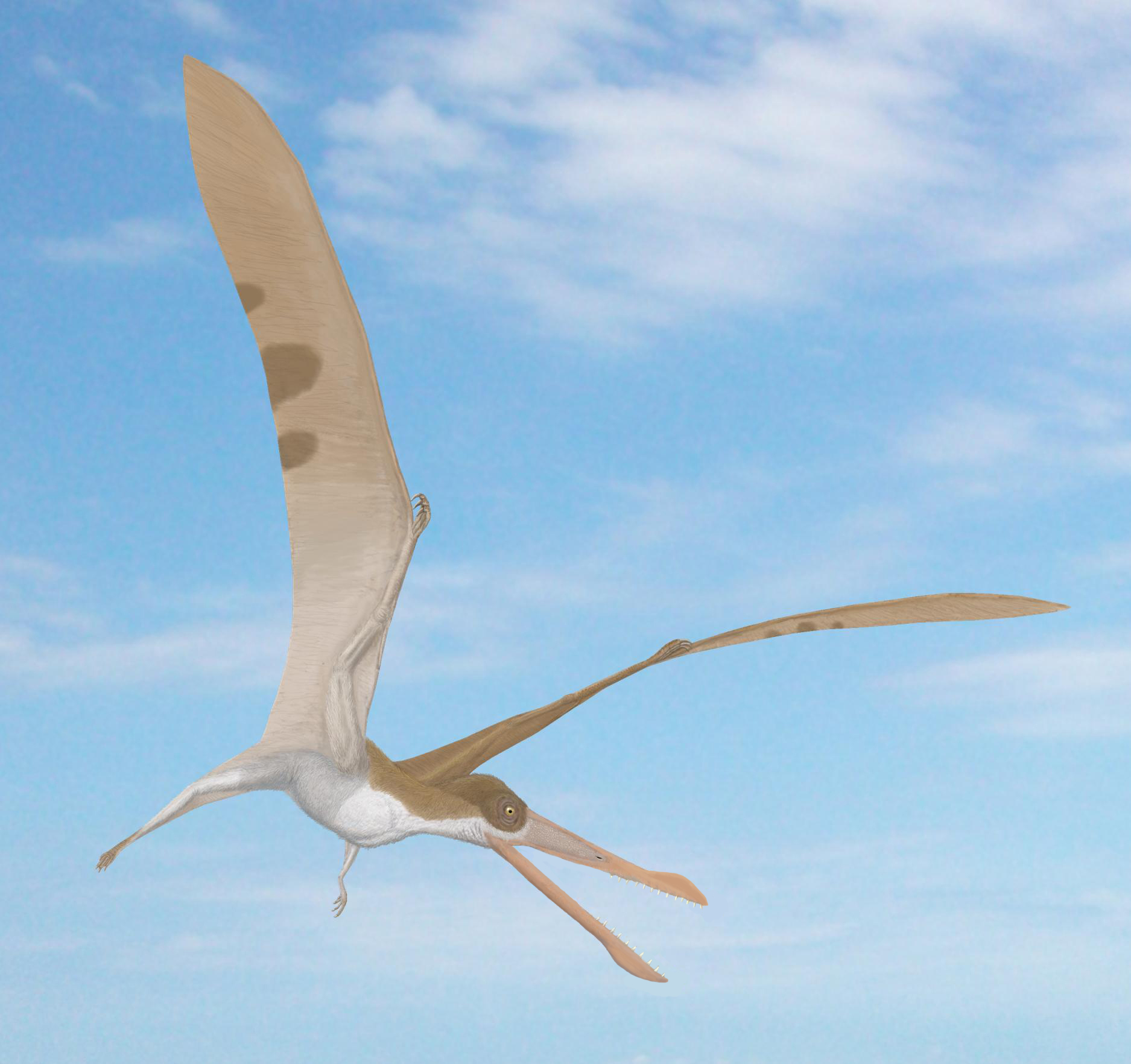
Cearadactylus

- Cearadactylus (ismeretlen faj) – a madárházban élnek. A könyv halevőkként írja le őket, amik csak azért veszélyesek, mert megvédik a területüket.
- Tyrannosaurus rex – a Tyrannosaurus rex, rövidítve T.rex, a Park fő látványossága. Crichton alapvetően a valaha élt legvérszomjasabb ragadozóként írja le. Képes a 100 km/h-s futásra. A Parkban kettő él.
- Velociraptor – a főszereplő állat. A Tyrannosaurus mellett méretileg eltörpül a maga két méterével, de ezt ellensúlyozza ravaszsága és ügyessége. Falkában vadászik. A regény által bemutatott ragadozók valójában Deinonychusok, amelyeket a könyv megírásakor az őslénykutatók a Velociraptorinae család Velociraptor nemzetségébe soroltak. A tudomány akkori álláspontjának megfelelően pikkelyes bőrrel jelenik meg, azóta azonban kiderült, hogy a többi Dromaeosauridaeval együtt tollak fedték. Circhton annak drámaibb hangzása okán döntött úgy, hogy az regényben szereplő állatokat Velociraptor néven említi.
- Procompsognathus triassicus – néhány Procompsognathus, más néven "kompi" a szárazföldre kerül, ahol több gyermeket is megharapnak, illetve megölnek egy csecsemőt. Dögevő, ami a dögöket és a Sauropodák trágyáját fogyasztja. A regény szerint nyáluk mérgező hatású, amelyre azonban nem szolgál tudományos bizonyíték.
- Triceratops serratus – rövidlátó, lassú dinoszauruszként tűnik fel, ami mindenre rátámad, mint az orrszarvú. A piros szín elijeszti.
- Apatosaurus – a Park egyetlen Sauropodája. Ez az első dinoszaurusz – a szárazföldre szökött Procompsognathusoktól eltekintve, amely megjelenik.
- Othnielia/Othnielosaurus (ismeretlen faj) – az Othnielosaurus régebbi formája, az Othnielia szerepel rövid időre. A könyv szerint fákon él.
- Dilophosaurus wetherilli venenifer – fiktív méregköpő képességgel rendelkezik. Egy Dilophosaurus ölte meg Nedryt, a park technikai szakemberét.
- Maiasaurus/Maiasaura (ismeretlen faj) – kis időre feltűnik egy ilyen hadroszaurusz a kölykével együtt.
- Stegosaurus (ismeretlen faj) – egy beteg példányt találnak Ellie-ék.
- Hadrosaurus (ismeretlen faj) – a könyv leírja, ahogy az egyik Hadrosaurust elejti a nagy T.rex.
- Microceratops/Microceratus (ismeretlen faj) – alig tűnik fel, csak Granték látnak néhányat a folyóban.
- Styracosaurus (ismeretlen faj) – csak említik, hogy van a Parkban.
- Euoplocephalus (ismeretlen faj) – csak említik, hogy van a Parkban.
- Hypsilophodon (ismeretlen faj) – rövid időre feltűnik.

### A film
- Tyrannosaurus rex – a „film sztárja”, ahogy Spielberg jellemezte, és hiányolta is a végéről, így hát úgy döntött, berakja az utolsó jelenetbe.
- Velociraptor antirrhopus nublarensis – a filmben tollak nélkül jelenik meg, ellentétben a valósággal.
- Dilophosaurus venenifer – méretét jelentősen lekicsinyítették, és a méregköpésen kívül egy kifeszíthető nyakfodorral is rendelkezik.
- Brachiosaurus (ismeretlen faj) – az első dinoszaurusz, amelyet meglátnak.
- Triceratops (ismeretlen faj) – egy beteg Triceratops tűnik fel az egyik jelenetben.
- Gallimimus (ismeretlen faj) – látni lehet, ahogy egy példányt elejt a T. rex.
- Parasaurolophus (ismeretlen faj) – a Brachiosaurusokkal együtt lehet látni a háttérben.

## Magyarul
- Őslénypark; ford. Boris János; Maecenas, Bp., 1992
- Jurassic Park; Michael Crichton és David Koepp forgatókönyve alapján Gail Herman, ford. Hembach András; Haal, Bp., 1993
- A letűnt világ: Jurassic Park. A film képeskönyve; Michael Crichton regénye és David Koepp forgatókönyve alapján; Tessloff és Babilon, Bp., 1997
- Jurassic Park; ford. Boris János; 2. jav. kiad.; Kossuth, Bp., 2015